# Maison de Toggenburg
Pour les articles homonymes, voir Toggenburg.
 (août 2024).
Si vous disposez d'ouvrages ou d'articles de référence ou si vous connaissez des sites web de qualité traitant du thème abordé ici, merci de compléter l'article en donnant les références utiles à sa vérifiabilité et en les liant à la section « Notes et références ».
La Maison de Toggenburg est une famille seigneuriale, dépendant de l'empereur germanique, ayant eu autorité au XIIIe siècle sur le comté du Toggenburg et les châtellenies voisines.

## Histoire

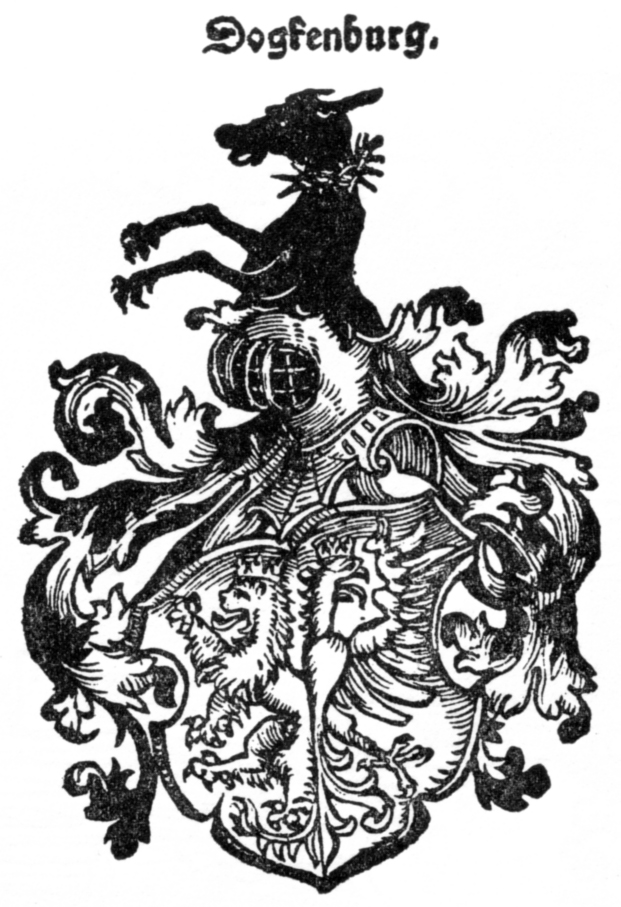
Armes de la maison de Toggenburg

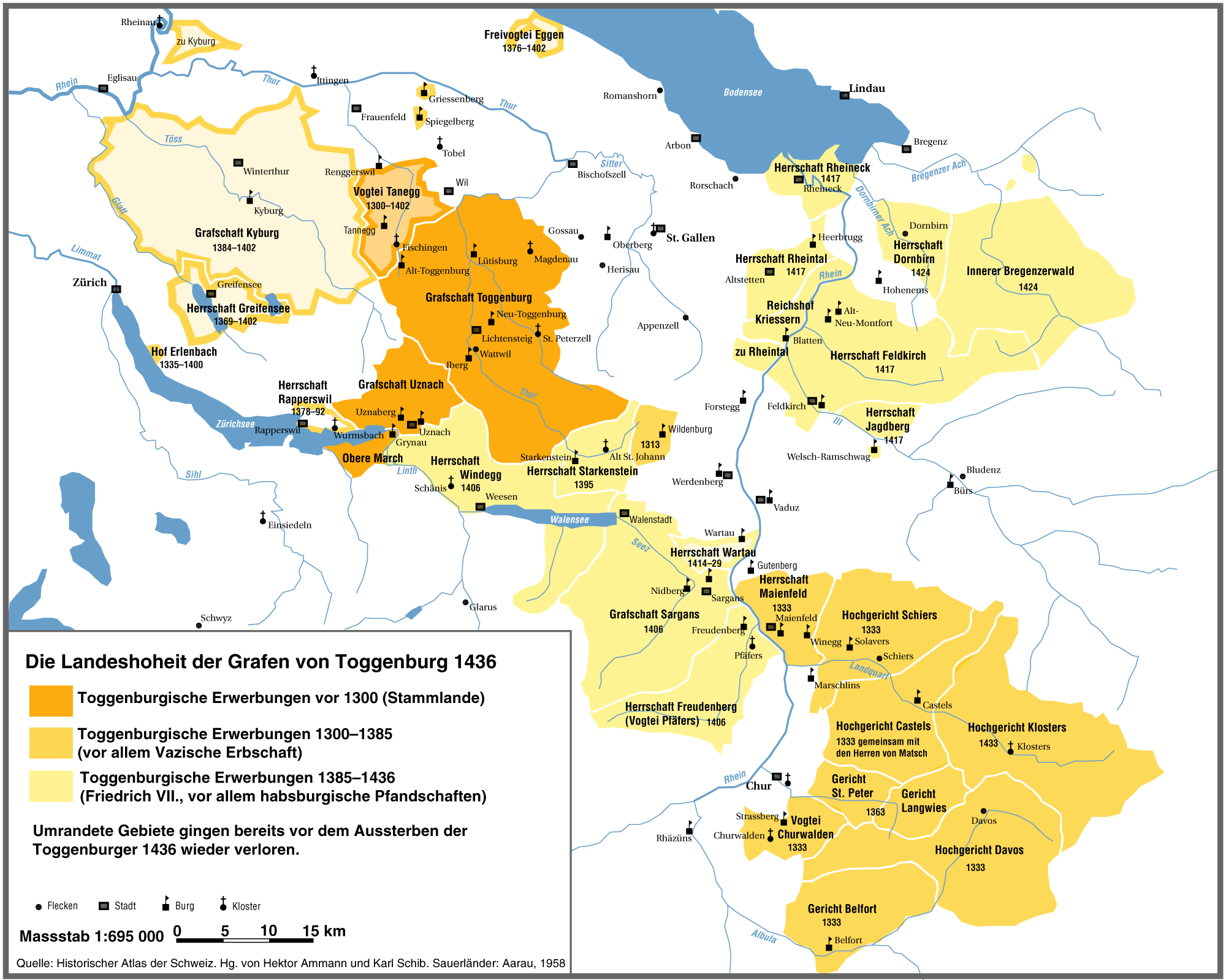
Possessions des comtes de Toggenburg de 1300 à 1436

Les chevaliers, comtes de Toggenburg trouvent leur origine dans le « Vieux Toggenburg » au sud de Fischingen, situé dans le canton actuel de Thurgovie. La famille est mentionnée pour la première fois en 1044 et ses membres sont cités comme comtes en 1209. Progressivement, ils étendent leur pouvoir dans la vallée de la Murg, en concurrence avec les abbés de Saint-Gall.
Le 30 avril 1436, la mort du dernier comte Friedrich VII sans héritier mâle provoque l'Ancienne guerre de Zurich entre les cantons de Zurich et de Schwytz.

## Liste des comtes de Toggenburg
- Diethelm (1176?-1205/07)
- Diethelm I. (1210?-v.1230)
- Diethelm II. (1209-36/47)
- Kraft I. (1228-1249/53)
- Friedrich I. (1260-1303/05)
- Friedrich II. (1286-1315)
- Friedrich III. (1315-1364)
- Diethelm (1319-1337)
- Donat (1353-1400)
- Friedrich VII (v. 1370-1436)